# Bulu Duri
Bulu Duri is een bestuurslaag in het regentschap Dairi van de provincie Noord-Sumatra, Indonesië. Bulu Duri telt 1741 inwoners (volkstelling 2010).